# Kodeks Tlatelolco

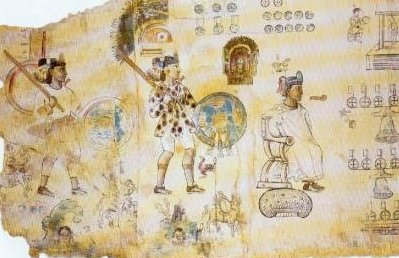
Strona z kodeksu przedstawiająca dwóch wojowników. siedzącego władcę, oraz listę składanych mu trybutów

Kodeks Tlatelolco – manuskrypt aztecki opisujący historię miasta Tlatelolco w okresie przed i po podboju Meksyku. Kodeks spisano pomiędzy 1550 a 1564 lub około 1565 roku. Ze względu na nazwę bywa mylony z pisanym alfabetem łacińskim manuskryptem Anales de Tlatelolco, także nazywanym czasem tą samą nazwą.
Sporządzony za pomocą azteckiego pisma ideograficznego kodeks opisuje m.in. udział wojowników z Tlatelolco w uśmierzeniu rebelii na północnych pograniczach Meksyku w 1541.
Kodeks, obok tzw. Płótna z Tlaxcali bywa przytaczany jako jeden z najwyrazistszych przykładów na rodzący się metysaż kulturowy w społeczeństwie meksykańskim pierwszych dekad po Konkwiście: w obrębie tekstu nowi władcy przedstawiani są jako kontynuatorzy dawnych tradycji, na ilustracjach wojownicy przebrani w skóry jaguara i stroje orłów tańczą u stóp nowego hiszpańskiego wicekróla Nowej Hiszpanii i nowego arcybiskupa w taki sam sposób, w jaki na poprzednich stronach przedstawieni są w tańcu przed kapłanami i tlahtoque. W warstwie piktograficznej w kodeksie widoczne są wpływy renesansowej sztuki europejskiej.